# Faragó (település)
Faragó (románul: Fărăgău, németül: Hölzeldorf) település Maros megyében, Erdélyben.

## Fekvése
A Sár folyó mentén, a Szászrégen-Kolozsvár útvonal mellett fekszik.

## Története
1357-ben volt említve először a pápai tizedjegyzékben Farago néven.
1461-ben több birtokosa is volt; többek között az Erdélyi, Vízaknai, Szentiváni Székely, Nádasdi Ungor, Toroszkai, Szobi, Kecseti, Toldalagi és más családok birtoka volt.
1473-ban Nádasdi Ugor János birtoka volt.
1711-ben nagy pestisjárvány pusztított a településen, a "fekete halál" ekkor 173 áldozatot szedett itt. A megritkult lakosok helyébe később románok költöztek.
1910-ben 969 lakosából 75 magyar, 861 román volt. Ebből 17 római katolikus, 891 görögkatolikus, 56 református volt.
A trianoni békeszerződés előtt Kolozs vármegye Tekei járásához tartozott.

## Lakossága
Faragó településnek 1992-ben 652 lakosa volt, melyből 649 volt román, 2002-ben 548, 2011-ben 494 lakosa volt.
Faragó községnek, mely Faragó mellett Fönácé, Telekytanya, Unoka, Körtekapu és Tancs településeket foglalja magában 1992-ben 1 774 lakosa volt, melyből 1051 volt román, 470 cigány és 253 magyar; 2002-ben 1 659 lakosa közül 815 románnak, 617 cigánynak és 227 magyarnak vallotta magát. A 2011-es népszámláláson 1 683 lakosából 712 volt román, 641 cigány és 264 magyar. Felekezeti megoszlása 2011-ben 761 református és 742 ortodox. A reformátusok magas arányát Tancs túlnyomórészt roma anyanyelvű, református cigánysága okozza.